# Resolutie 2359 Veiligheidsraad Verenigde Naties
Resolutie 2359 van de Veiligheidsraad van de Verenigde Naties werd op 21 juni 2017 unaniem aangenomen door de VN-Veiligheidsraad. De resolutie van Franse hand verwelkomde het initiatief van vijf Sahellanden – Burkina Faso, Mali, Mauritanië, Niger en Tsjaad, collectief de "G5 Sahel" genoemd – om samen een leger- en politiemacht van 5000 manschappen op te richten om de terreurdreiging en aanverwante transnationale misdaad in de regio aan te pakken.

## Achtergrond

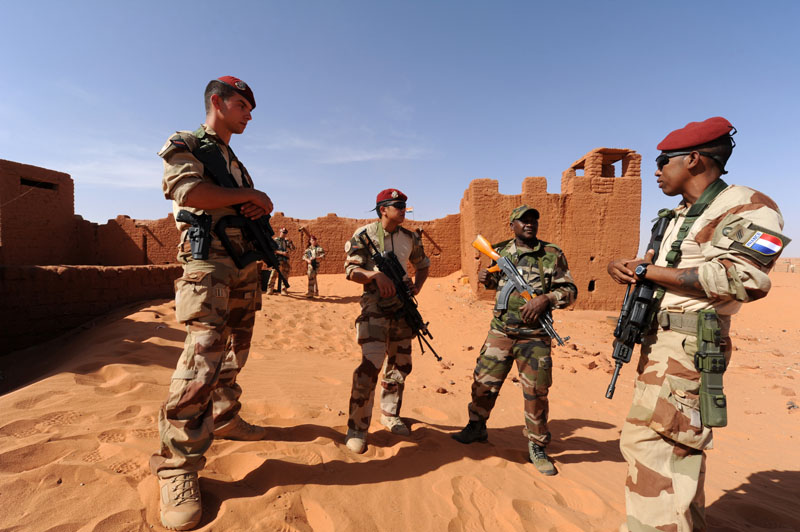
Franse en Nigerse troepen aan het uit de koloniale tijd daterende Fort van Madama in het noordoosten van Niger.

De G5 Sahel werd op 19 december 2014 opgericht om samen te werken op vlak van ontwikkeling en veiligheid. De hoofdzetel bevindt zich in de Mauritaanse hoofdstad Nouakchott. De regio had al een paar jaar te kampen met gewapende islamitische groeperingen. In 2013 werd een opmars van verschillende groeperingen, waarvan sommige aan Al Qaida werden gelinkt, door een Franse interventie ongedaan gemaakt. Ze bleven sindsdien echter aanslagen plegen in Centraal-Mali, alsook in Burkina Faso en Niger. Tientallen VN-blauwhelmen van de MINUSMA-vredesmacht die sinds 2013 actief was in Mali waren daarbij al omgekomen. De vredesmacht noch de betrokken landen hadden de nodige capaciteiten om offensieven tegen de terreurgroepen in te zetten. Enkel de Franse troepenmacht van operatie Barkhane had deze capaciteiten.
De nieuwe troepenmacht van de G5 Sahel werd in Mali gevestigd en zou ook door een Malinese generaal worden geleid. Ze zou vooral de militaire samenwerking aan de grenzen van de betrokken landen moeten versterken. Vooral de grenzen tussen Mauritanië en Mali, Mali, Niger en Burkina Faso en Niger en Tsjaad waren hier van belang. Frankrijk had graag financiële en logistieke steun vanuit de Verenigde Naties voorzien, maar dat had men bij de onderhandelingen over deze resolutie laten vallen. Secretaris-generaal António Guterres vroeg dat de nieuwe troepenmacht nauw zou samenwerken met de Franse troepenmacht in Mali. Dat zou ook de ondergefinancierde VN-vredesmacht ten goede komen.

## Inhoud
Grensoverschrijdend terrorisme en misdaad in de Sahelregio bleven de Veiligheidsraad zorgen baren. In de regio waren de terreurgroepen Beweging voor Eenheid en Jihad in West-Afrika (MUJAO), Al Qaida in de Islamitische Maghreb (AQIM), Ansar Dine en Al-Mourabitoun actief. In maart 2017 had de leider van Ansar Dine, Iyad Ag Ghaly, de fusie van zijn groepering met AQIM en Al-Mourabitoun tot Groep voor de Ondersteuning van Islam en Moslims (Jamaat Nosrat al-Islam wal-Mouslimin) aangekondigd.
De G5 Sahel wilde met onder meer gezamenlijke militaire operaties het probleem aanpakken. Ze kregen daarbij de steun van het Franse leger, dat zo'n 4000 manschappen had in de regio. In februari 2017 hadden ze samen een troepenmacht opgericht: de Force conjointe du G5 Sahel of "FC-G5S". Die moest met 5000 manschappen de vrede en veiligheid in de regio herstellen. De Europese Unie had al 50 miljoen euro financiële steun toegezegd. De Vredes- en Veiligheidsraad van de Afrikaanse Unie had er reeds mee ingestemd. Overeenkomstig het Handvest van de Verenigde Naties had men had ook de goedkeuring van de VN-Veiligheidsraad nodig, en deze kreeg men. De Veiligheidsraad besloot ook om de operatie binnen vier maanden te evalueren.
De inspanningen moesten ook het vredes- en veiligheidsakkoord dat in Mali was gesloten na de burgeroorlog in dat land vooruithelpen. De uitvoering ervan bleef maar vertraging oplopen. Ook de MINUSMA-vredesmacht van de Verenigde Naties in Mali ontbrak nog steeds de nodige capaciteit om zijn mandaat naar behoren te volbrengen.
Lijst ·  2337 ·  2338 ·  2339 ·  2340 ·  2341 ·  2342 ·  2343 ·  2344 ·  2345 ·  2346 ·  2347 ·  2348 ·  2349 ·  2350 ·  2351 ·  2352 ·  2353 ·  2354 ·  2355 ·  2356 ·  2357 ·  2358 ·  2359 ·  2360 ·  2361 ·  2362 ·  2363 ·  2364 ·  2365 ·  2366 ·  2367 ·  2368 ·  2369 ·  2370 ·  2371 ·  2372 ·  2373 ·  2374 ·  2375 ·  2376 ·  2377 ·  2378 ·  2379 ·  2380 ·  2381 ·  2382 ·  2383 ·  2384 ·  2385 ·  2386 ·  2387 ·  2388 ·  2389 ·  2390 ·  2391 ·  2392 ·  2393 ·  2394 ·  2395 ·  2396 ·  2397